# Daphnia umbra
Daphnia umbra är en kräftdjursart som beskrevs av Taylor, Herbert och Colbourne 1996. Daphnia umbra ingår i släktet Daphnia, och familjen Daphniidae. Arten är reproducerande i Sverige.